# Paul Dickov
Paul Dickov (Livingston, Escòcia, 1 de novembre de 1972) és un exfutbolista i entrenador de futbol escocès que jugava com a davanter.

## Clubs

### Com a jugador
| Club                                 | País       | Any       |
| ------------------------------------ | ---------- | --------- |
| Arsenal F. C.                        | Inglaterra | 1990-1996 |
| Luton Town F. C. (cedit)             | Inglaterra | 1993-1994 |
| Brighton & Hove Albion F. C. (cedit) | Inglaterra | 1994      |
| Manchester City F. C.                | Inglaterra | 1996-2002 |
| Leicester City F. C.                 | Inglaterra | 2002-2004 |
| Blackburn Rovers F. C.               | Inglaterra | 2004-2006 |
| Manchester City F. C.                | Inglaterra | 2006-2008 |
| Crystal Palace F. C. (cedit)         | Inglaterra | 2007      |
| Blackpool F. C. (cedit)              | Inglaterra | 2008      |
| Leicester City F. C.                 | Inglaterra | 2008-2010 |
| Derby County F. C. (cedit)           | Inglaterra | 2009      |
| Leeds United F. C.                   | Inglaterra | 2010      |
| Oldham Athletic A. F. C.             | Inglaterra | 2010-2011 |

### Com a entrenador
| Club                     | País       | Any       |
| ------------------------ | ---------- | --------- |
| Oldham Athletic A. F. C. | Anglaterra | 2010-2013 |
| Doncaster Rovers F. C.   | Anglaterra | 2013-2015 |